# Poecilopsis varia
Poecilopsis varia là một loài bướm đêm trong họ Geometridae.